# Kasteel van Vallery

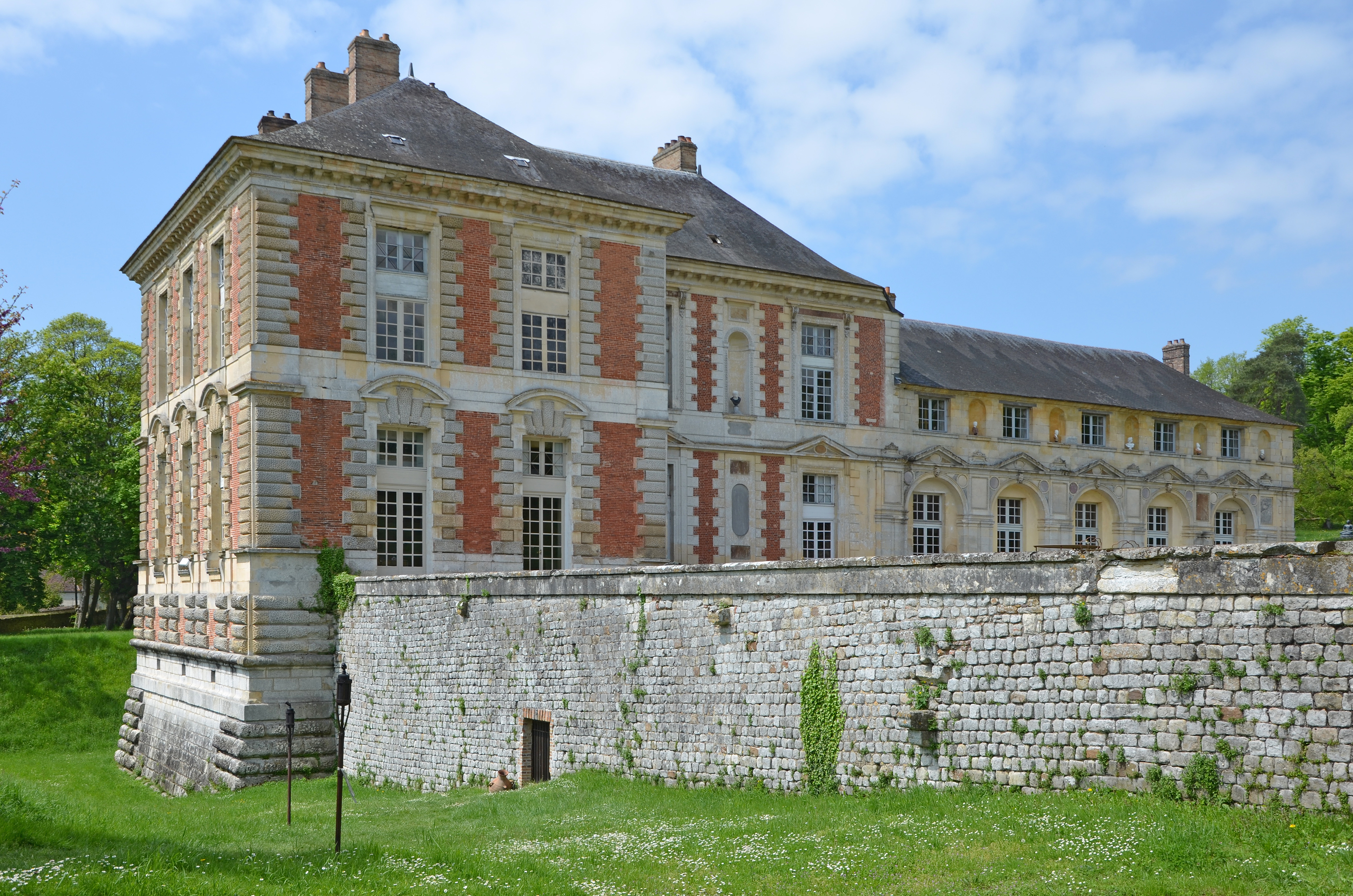
Huidig kasteel

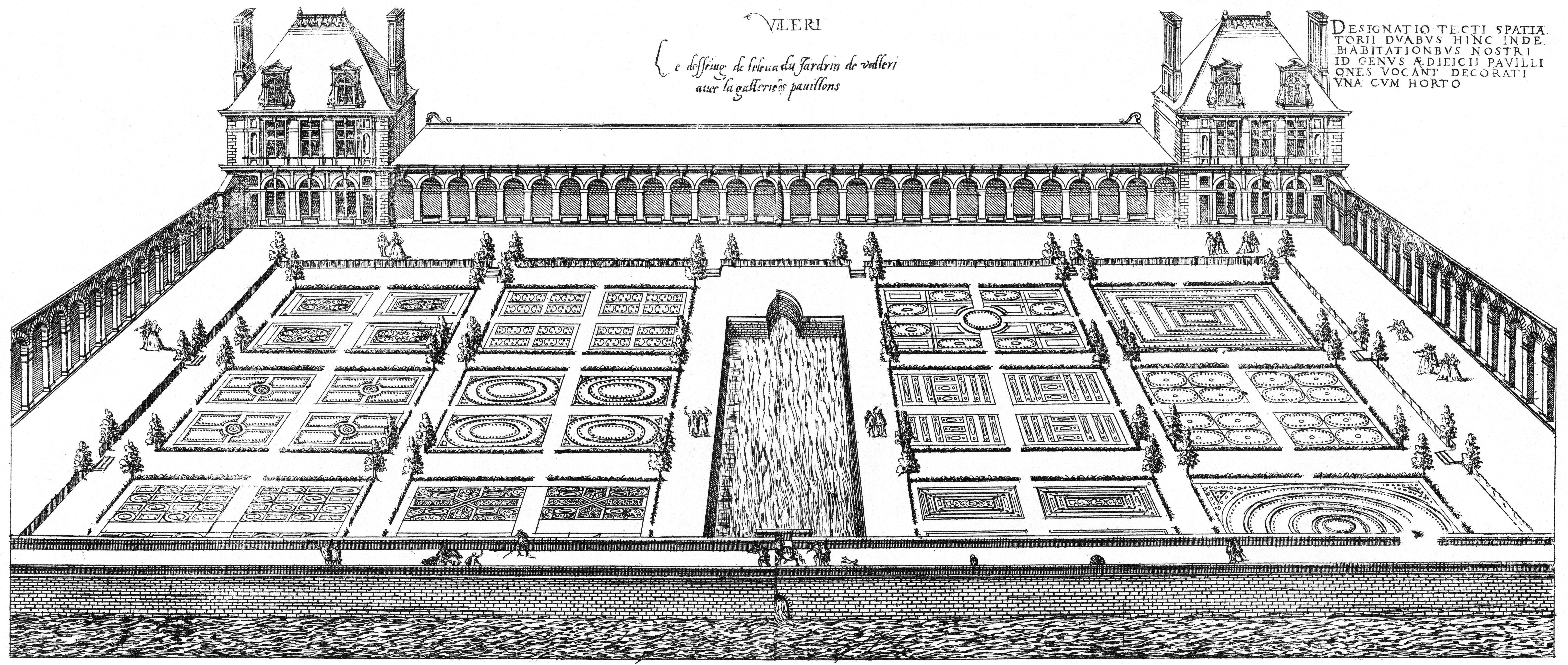
Het kasteel rond 1600

Het Kasteel van Vallery (Frans: Château de Vallery) is een van oorsprong middeleeuws kasteel in de Franse gemeente Vallery in Bourgondië. Het werd herbouwd in Renaissancestijl in de 16e eeuw en werd in die periode geroemd als een van de mooiste kastelen van Frankrijk.

## Geschiedenis
Het kasteel werd gebouwd in de tweede helft van de 13e eeuw als versterkte burcht die 5.000 soldaten kon herbergen. Het ging om een burcht met ronde torens op de hoeken. Bouwheer was Érard van Vallery, connétable van Champagne en kamerheer aan het Franse hof.
In de 16e eeuw werd het kasteel voor 95.000 pond verkocht door Jacques de Poussieux aan Jacques d'Albon. Deze laatste was heer van Saint-André en als zoon van de gouverneur van de Franse koningskinderen, was hij opgegroeid samen met de latere koning Hendrik II. Hij genoot van allerlei koninklijke gunsten en werd op zijn 28e tot maarschalk van Frankrijk benoemd. D'Albon deed beroep op architect Pierre Lescot om het middeleeuwse kasteel te verbouwen, waarbij het grootste deel van de middeleeuwse burcht werd geslecht. In de plaats kwam een paleis in Renaissancestijl, met centraal een galerij en op beide hoek een paviljoen.
Daarna kwam het kasteel in het bezit van de familie Condé, te beginnen met Lodewijk I van Bourbon-Condé. De Grote Condé groeide op in het kasteel. Halfweg de 18e eeuw werd het kasteel verkocht door Elisabeth van Bourbon-Condé. Daarna raakte het kasteel stilaan in verval. Sinds 1946 zijn zowel het park als het kasteel erkend als monument historique van Frankrijk.
Vanaf de jaren 1990 is het kasteel gerenoveerd. Het is nog steeds in privé-bezit.

## Kenmerken
Van de middeleeuwse burcht resten nog een poortgebouw en een bijgebouw uit de 13e of 14e eeuw. Van het Renaissancepaleis resten nog een van de twee paviljoenen en een deel van de galerij. De monumentale duiventil die plaats bood aan 5.688 duiven is bewaard gebleven.